# 홍상삼
홍상삼(洪相三, 1990년 2월 13일 ~ )은 전 KBO 리그 KIA 타이거즈의 투수이다.

## 선수 시절

### 아마추어 시절
2006년 9월 제 4회 미추홀기 전국고교야구대회 결승전에서 충암고등학교의 대회 2연패에 기여했다. 이 대회 4경기에서 3승, 평균자책점 0.41을 기록하며 최우수 선수에 선정됐다. 2008년 서울 지역 신인 1차 지명에서 서울고등학교의 이형종, 서울 성남고등학교의 진야곱에게 밀려 1차 지명을 받는 데 실패했고, 두산 베어스의 2차 3라운드(전체 20순위) 지명을 받았다.
2007년 8월 마지막 고교 야구 대회였던 제 37회 봉황대기 고교 야구 대회 결승전에서 10.1이닝 3피안타, 1실점으로 충암고등학교의 우승에 공헌했고, 대회 최우수 선수에 선정됐다.

### 두산 베어스시절
2007년 9월 10일 계약금 8,000만원, 연봉 2,000만원의 조건으로 입단했다. 2007년 10월에 팔꿈치 뼛조각 제거 수술을 받았고, 2008년에는 재활에만 매진했다.
2009년 5월 2일 롯데전에서 데뷔 첫 경기를 치렀고, 5이닝 2피안타, 1실점, 7탈삼진을 기록하며 데뷔 첫 승을 거뒀다. 특히 롯데 자이언츠전에서만 4승을 기록해 천적으로 자리매김했다.
2009년 5월 8일 한화전에서 5이닝 2실점 호투로 팀의 4연패를 끊었고 시즌 2승을 기록했다. 그 해 9승 6패, 5점대 평균자책점을 기록하며 선발의 한 축을 맡았다. 그러나 2010년에는 선발 등판한 경기에서 4승 3패, 6점대 평균자책점으로 부진하며 슬럼프에 빠졌고, 선발 경쟁에서 밀렸다. 2011년에는 6경기에 등판해 1패에 그쳐 가뜩이나 그 해 투수난에 시달린 팀에 힘이 되지 못했다. 2012년에는 셋업맨으로 전환해 팀의 약한 불펜을 거의 홀로 책임졌다. 그는 프록터와 함께 삼-프 라인으로 불렸고, 그의 홀드 후 프록터의 세이브로 이어졌다. 2012년 준플레이오프에서 박준서, 용덕한에게 2경기 연속 홈런을 허용하며 부진했다. 2013년 6월 8일 삼성전에서 2연속 끝내기 홈런을 허용했는데 이는 KBO 리그 사상 최초였다.

### 경찰 야구단시절
2015년에 입대하였다.

### 두산 베어스복귀
2016년 9월 4일에 복귀하였다. 당시 감독이었던 김태형은 그를 곧바로 기용하겠다고 밝혔다. 그 해 11경기에서 1패, 5세이브, 1홀드, 5점대 평균자책점을 기록했다. 2016년 당시 팀의 고질적 문제점이었던 뒷문 불안을 해소하는 데 어느 정도 일조했다.
그러나 공황 장애가 오며 부진했고, 2019년 시즌 후 방출됐다.

### KIA 타이거즈시절
2019년 11월 26일에 이적했다. 당시 단장이었던 조계현은 투수코치 시절부터 지켜봤던 투수였다고 밝혔다.
2020년 2월 21일 미국 독립 리그 연합 팀을 상대로 최고 구속 146km/h의 강속구를 던졌으나 0.2이닝 4실점으로 부진했다. 5일 뒤 같은 팀을 상대로 구원 등판해 3이닝 4탈삼진, 1실점을 기록했고, 3월 4일에 구원 등판해 3.1이닝 무실점을 기록했다. 이후 2군에서 시즌을 시작했고, 2020년 6월에 1군으로 올라왔다.
2022년에는 성적 부진에 시달리며 구단에 방출을 요구했고, 7월 8일에 방출됐다.

## 야구선수 은퇴 후
'육로'라는 고깃집을 운영하고 있다.

## 트리비아
- 양상문이 그의 이름을 발음하기 어려워 해 '홍샹삼'이라고 말한 적이 있다.[17]

## 별명
- 이름을 발음하기 어려워 '홍삼상'으로 잘못 부르는 것이 계기가 돼 '홍삼'이라고 불린다.
- 2013년 6월 7일 ~ 6월 8일 삼성전에서 각각 채태인, 박한이에게 두 경기 연속 끝내기 홈런을 맞아 '두끝홈', '두바이'라고 불렸다.[18]

## 에피소드
- 2013년 10월 9일 넥센 히어로즈와의 준플레이오프 2차전에서 그가 구원 등판했는데 박병호를 고의 사구로 내보내려고 했으나 폭투가 나오는 황당한 상황이 벌어지며 3루에 있던 서건창이 득점했다. 2018년부터 자동 고의 사구 제도가 생기며 이런 상황이 벌어질 수 없게 되자 많은 사람들은 그를 위한 제도라고 말했다.

## 출신 학교
- 서울영일초등학교
- 충암중학교
- 충암고등학교

## 통산 기록
| 연도 | 팀명   | 평균자책점 | 경기 | 완투 | 완봉 | 승 | 패 | 세 | 홀 | 승률  | 타자 | 이닝  | 피안타 | 피홈런 | 볼넷 | 사구 | 탈삼진 | 실점 | 자책점 |
| ---- | ------ | ---------- | ---- | ---- | ---- | -- | -- | -- | -- | ----- | ---- | ----- | ------ | ------ | ---- | ---- | ------ | ---- | ------ |
| 2009 | 두산   | 5.23       | 30   | 0    | 0    | 9  | 6  | 0  | 3  | 0.600 | 527  | 117   | 114    | 21     | 71   | 4    | 96     | 75   | 68     |
| 2010 | 두산   | 6.42       | 30   | 0    | 0    | 4  | 3  | 0  | 1  | 0.571 | 436  | 96.2  | 102    | 17     | 49   | 5    | 86     | 74   | 69     |
| 2011 | 두산   | 6.33       | 6    | 0    | 0    | 0  | 1  | 0  | 0  | 0.000 | 96   | 21.1  | 26     | 6      | 10   | 2    | 5      | 16   | 15     |
| 2012 | 두산   | 1.93       | 53   | 0    | 0    | 5  | 2  | 1  | 22 | 0.714 | 260  | 65.1  | 35     | 2      | 29   | 2    | 69     | 18   | 14     |
| 2013 | 두산   | 2.50       | 55   | 0    | 0    | 5  | 4  | 5  | 9  | 0.556 | 309  | 72    | 51     | 8      | 45   | 2    | 77     | 22   | 20     |
| 2014 | 두산   | 8.57       | 12   | 0    | 0    | 0  | 3  | 0  | 1  | 0.000 | 109  | 21    | 26     | 4      | 20   | 2    | 17     | 21   | 20     |
| 2016 | 두산   | 5.25       | 11   | 0    | 0    | 0  | 1  | 5  | 1  | 0.000 | 54   | 12    | 12     | 0      | 9    | 0    | 17     | 7    | 7      |
| 2017 | 두산   | 7.94       | 11   | 0    | 0    | 1  | 1  | 0  | 0  | 0.500 | 84   | 17    | 20     | 2      | 11   | 2    | 7      | 17   | 15     |
| 2018 | 두산   | 4.30       | 17   | 0    | 0    | 1  | 0  | 0  | 0  | 1.000 | 66   | 14.2  | 13     | 1      | 12   | 2    | 13     | 7    | 7      |
| 2019 | 두산   | 4.76       | 3    | 0    | 0    | 0  | 0  | 0  | 0  | -     | 26   | 5.2   | 5      | 1      | 4    | 1    | 5      | 3    | 3      |
| 2020 | KIA    | 5.06       | 57   | 0    | 0    | 4  | 5  | 0  | 17 | 0.444 | 229  | 48    | 32     | 5      | 54   | 3    | 61     | 27   | 27     |
| 통산 | 11시즌 | 4.86       | 285  | 0    | 0    | 29 | 26 | 11 | 54 | 0.527 | 2196 | 490.2 | 436    | 67     | 314  | 25   | 453    | 287  | 265    |